# Mine de Serra Grande
Serra Grande Gold Mine est une mine d'or située à 5 km de Crixás, dans l'État de Goiás au Brésil. 

## Actionnariat
La mine est détenue conjointement par AngloGold Ashanti et Kinross Gold Corporation, qui sont des partenaires à parts égales. La mine est exploitée par AngloGold Ashanti mais les revenus sont répartis équitablement entre les deux sociétés.
En 2008, les activités brésiliennes ont contribué à hauteur de 8 % de la production globale d'AngloGold Ashanti. Il s'agit de l'une des deux exploitations minières de la société au Brésil, l'autre étant la Brasil Mineração Gold Mine.

## Histoire
Les travaux d'exploration sur l'actuelle mine de Serra Grande commencent en 1973 et une cartographie détaillée et des forages au diamant sont effectués jusqu'en 1976. L'exploitation minière ne commence qu'en 1987. 
Kinross Gold a acquis cinquante pour cent de l'exploitation en janvier 2003 par le biais d'une fusion avec TVX.
Serra Grande comprend actuellement trois mines souterraines, Mina III, Mina Nova et Palmeiras, cette dernière étant le développement le plus récent. Une mine à ciel ouvert existe également au-dessus de Mina III.